# Больковце
Больковце (словац. Boľkovce) — село, громада округу Лученець, Банськобистрицький край, центральна Словаччина, регіон Новоград. Кадастрова площа громади — 10,99 км².
Населення 1137 осіб (станом на 31 грудня 2017 року).

## Історія
Больковце згадується в 1320 році.

## Населення
| Рік:            | 1994. | 2004.   | 2014.   | 2024.   |
| --------------- | ----- | ------- | ------- | ------- |
| Кількість осіб: | 625   | 656     | 620     | 626     |
| Різниця:        |       | +4,96 % | -5,48 % | +0,96 % |

| Рік:            | 2023. | 2024.   |
| --------------- | ----- | ------- |
| Кількість осіб: | 628   | 626     |
| Різниця:        |       | -0,31 % |